# 마쓰다이라 유타카

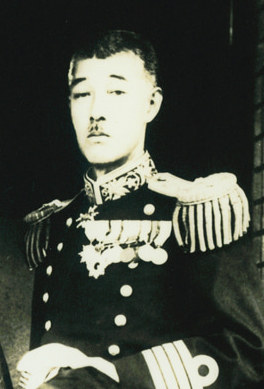

마쓰다이라 유타카(일본어: 松平胖, 1879년(메이지 12년) 12월 12일 ~ 1945년(쇼와 20년) 12월 10일)는 일본의 해군 군인이다. 최종 계급은 해군 대좌이다. 위계와 훈등은 정5위 훈3등 공5급이다.

## 생애
해군병학교 30기를 졸업하고, 1902년(메이지 35년)에 소위로 임관하였다. 쓰시마 해전 당시에 제1구축대 소속 하루사메(春雨)에 승조하여 참전하였고, 제1차 세계 대전에도 참전하였다. 예비역 이후 1926년(다이쇼 15년)에는 소년심판소에서 근무하였고, 광업 회사의 임원을 맡았다.

## 가계
사누키 다카마쓰번 제11대 번주(훗날 백작) 마쓰다이라 요리토시(松平頼聰)의 열번째 아들이다. 생모는 히코네번 제15대 번주이자 다이로 이이 나오스케의 차녀 지요코(千代子)이다. 귀족원의장을 역임한 백작 마쓰다이라 요리나가가 동복형이다. 처는 히젠국 사가번 제11대 번주(훗날 후작) 나베시마 나오히로의 여섯번째 딸 도시코(俊子)이다. 장남 요리히로(松平頼明)는 아이가 없었던 형 요리나가의 양자로 되어 백작 작위를 승계하였다. 장녀 마쓰다이라 요시코(松平佳子)는 백작 히로하시 다다미쓰(廣橋眞光)의 의붓동생이 되어 이왕가의 이건과 혼인하였다.
- 부친 : 마쓰다이라 요리토시(다카마쓰번 번주, 백작)
- 모친 : 지요코(이이 나오스케의 2녀)
  - 부인 : 도시코(후작 나베시마 나오히로의 6녀)
    - 장남 : 요리히로(頼明, 형 마쓰다이라 요리나가의 양자, 백작, 학교법인 혼고학원 이사)
    - 차남 : 모리히로(守弘)
    - 장녀 : 요시코(히로하시 세이코로 개명)